# Анна Марія Леннґрен
Анна-Марія Леннґрен, уроджена Malmstedt (швед. Anna Maria Lenngren; нар. 18 червня 1754 року, Уппсала — пом. 8 березня 1817 року, Стокгольм) — шведська поетеса. Батько і брат Анни-Марії також були поетами. Одним з її найбільш відомих віршів є Några ord till min kära dotter, ifall jag hade någon  («Поради моєї дорогої дочки…»). Написала кілька сатиричних віршів — Hans nåds morgonsömn nåds morgonsömn («Його світлості ранкова дрімота») і Grevinnans besök («Візит графині»).

## Життєпис
Анна-Марія Леннґрен народилася 18 червня 1754 року в старовинному шведському місті Уппсала. Її батько, поет Magnus Brynolf Malmstedt (1724—1798) — був професором латинської мови в Уппсальському університеті, мати — Märta Johanna Florin (бл. 1788). Батько, член Моравської церкви займався благодійною діяльністю; в 1772 році він організував у своєму будинку школу для бідних дітей. Брат Анни-Марії, Йохан Магнус (1749—1780) писав світські вірші.
У молодості Анна-Марія Леннґрен мала антирелігійні настрої, цікавилася епохою просвітництва. Її гуманізм і прагнення до соціальної справедливості сформувалося під впливом батька. Анна-Марія була прихильницею простого й скромного способу життя.

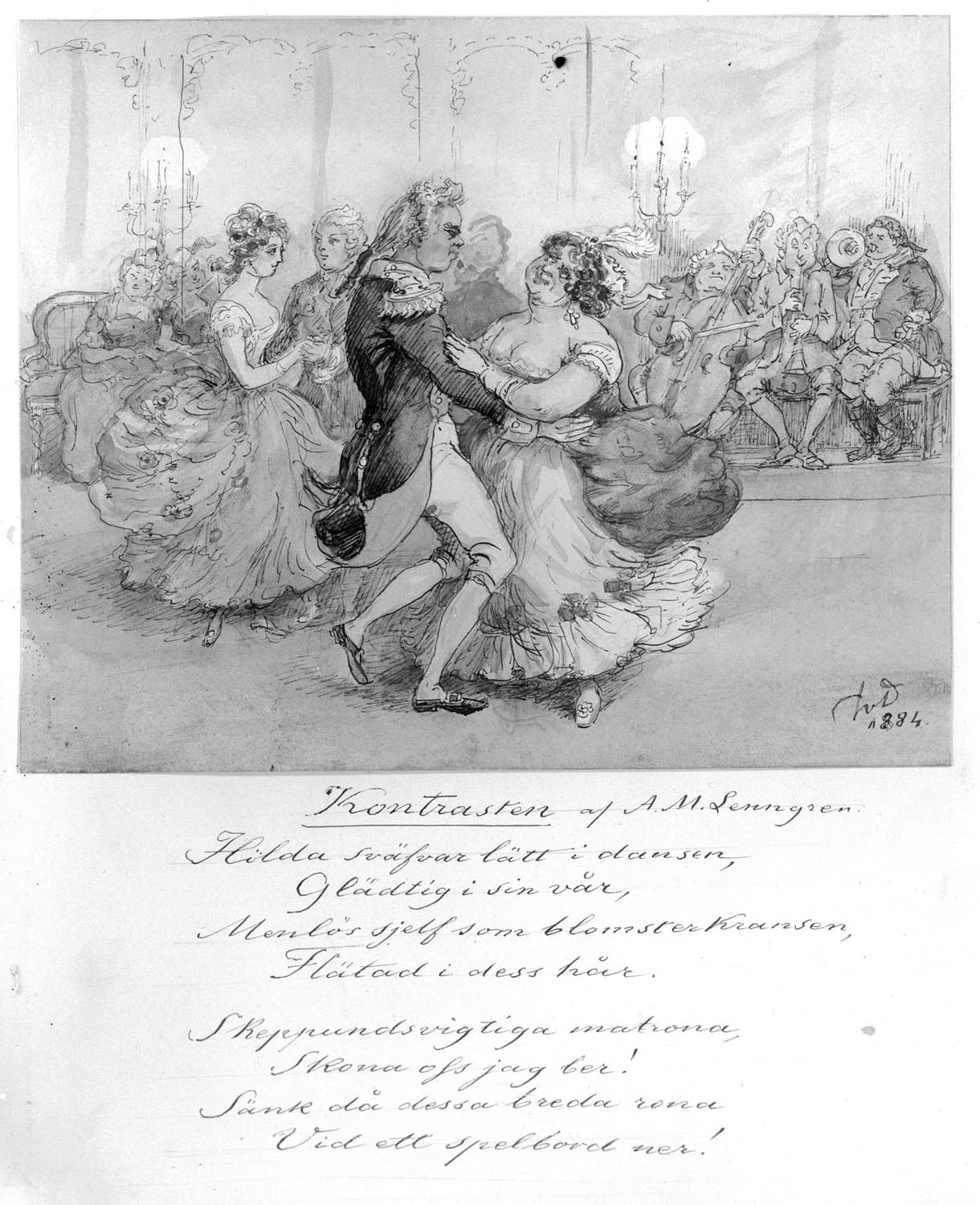
Художник Фріц фон Дардел (Fritz von Dardel). Ілюстрація твору Анни Марії Леннґрен «Контраст», 1884 р.

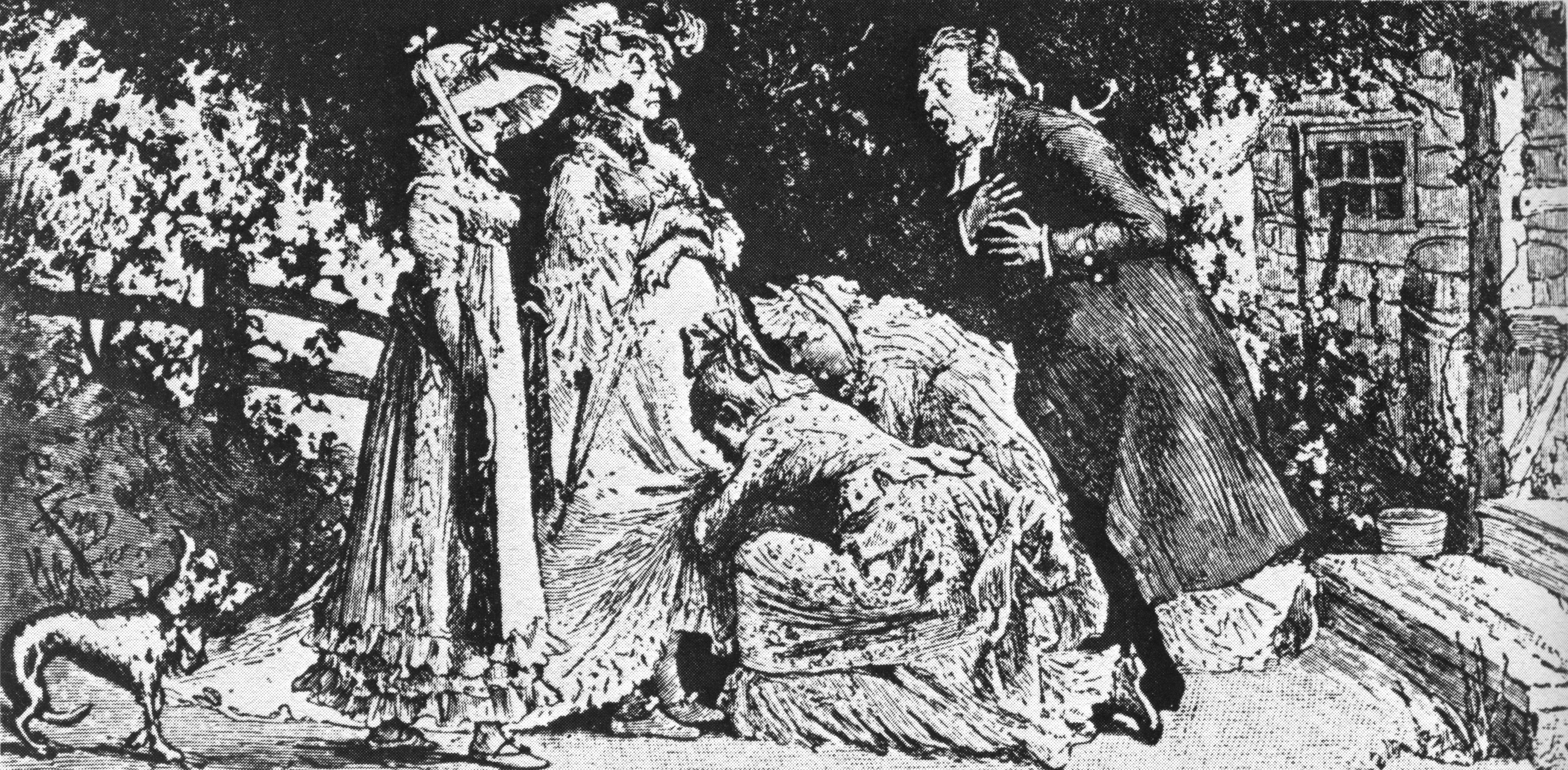
Ілюстрація Карла Ларссона до роману Леннґрен «Grevinnans»

Батько рано виявив прагнення доньки до заняття літературою. Він дав їй добру освіту — Анна-Марія вивчала вдома латинську й античну класичну літературу. Її улюбленим поетом був Горацій. У 1770-х роках Анна-Марія розпочала літературну діяльність, писала епіграми, займалася перекладами, писала під псевдонімами статті в пресі. У 1772 році опублікувала перший вірш «På mademoiselle Anna Lovisa Pahls saliga hemfärds dag, den 14 Maji 1772, die Corona» під своїм ім'ям.

Срібна медаль із зображенням Леннґрен, 1818 рік.

У 1776 році на замовлення герцога Карла, брата короля Швеції, вона переклала шведською мовою французьку оперету Люсіль. За зроблений переклад вона була нагороджена золотим годинником герцогинею Ядвіґою Єлизаветою Шарлоттою Гольштейн-Готторпською.
Твори Леннґрен користувалися в Швеції великим успіхом. У 1774 році вона стала членом літературного товариства в Уппсалі. У 1775 році стала членкинею Королівського товариства наук і літератури в Гетеборзі.
У 1780 році Леннґрен вийшла заміж за чиновника Карла Петра Леннґрена (1750—1827), головного редактора шведської газети Stockholms-Posten. З 1778 року Анна-Марія публікувала свої твори в цьому виданні, але після весілля і до 1780 року стала публікуватися під псевдонімом. Шлюб привів до великих змін у житті письменниці. Вона публікувалася під псевдонімами, відмовилася від своїх поглядів на інтелектуальну емансипацію жінок. Стверджувала, що жінки повинні уникати інтелектуальної праці, на користь виконання материнських обов'язків.
У свій час Леннґрен організувала літературний салон, який став центром культурного життя міста. Салон відвідували шведські поети Карл Густав аф Леопольд, Нільс фон Розенштейн, Міхаель Франс Францен тощо.
Леннґрен померла 8 березня 1817 року від раку молочної залози у віці 62 років, похована в Стокгольмі на цвинтарі Церкви Святої Клари.

## Літературна діяльність
Анна-Марія Леннґрен дебютувала, як поетеса, в 1770-х роках. У своїх коротких творах вона використовувала сатиру, сарказм та іронію, пародіювала пасторалі, оперу і баладу.

## Спадщина
Анна-Марія Леннґрен є однією з найвідоміших поетес в історії Швеції. Після смерті поетеси, її твори неодноразово публікувалася протягом XIX, XX та XXI століть.
Першою її посмертною збіркою була збірка під назвою Skaldeförsök («Спроби поезії»). Її листування з її другом Густафосом аф Леопольдом було опубліковане в 1795—1798 роках.